# Abdol-Hossein Hamzavi
 (juillet 2014).
Abdol-Hosein Hamzavi (né en 1910 à Téhéran et mort le 3 mars 1979 à Londres) est un diplomate et homme politique iranien.

## Biographie
Après ses études primaires et secondaires à Téhéran, Abdol-Hossein Hamzavi part pour la Grande-Bretagne pour se spécialiser dans la littérature anglaise. Il devient attaché culturel de l’ambassade d’Iran, responsable des affaires estudiantines et enfin conseiller culturel.
Pendant la seconde guerre mondiale et après l’occupation de son pays par les troupes alliées, il déploie son énergie pour faire reconnaître l’Iran comme une pièce maîtresse de la victoire finale contre les puissances de l’Axe. Il est celui qui propose que l’Iran soit reconnu comme « Pol-e Pirouzi » ce qui se traduit par « Le Pont de la Victoire » puisque son pays a servi d’axe de transfert du matériel et d’armement entre les États-Unis et l’URSS, un axe appelé Corridor Perse. À force de publier des articles dans les journaux iraniens et anglais sur la notion de « Pol-e Pirouzi » et avec l’appui des hommes politiques et diplomates tels Hossein Ala', Hassan Taghizadeh, Zoka el Molk Foroughi, le gouvernement iranien adopte cette expression utilisée dans les traités engageant les gouvernements américains, britanniques et soviétiques à quitter l’Iran dès la fin des hostilités.
Porte parole de la Cour, Vice-Premier Ministre, Vice-Ministre du ministère des affaires étrangères, directeur de la radio iranienne, il a été ambassadeur au Brésil, en Thaïlande, avant de finir sa carrière comme ambassadeur au Japon.
Il quitte l’Iran en 1978 et meurt le 3 mars 1979 à Londres
Il est titulaire d’un grand nombre de décorations iraniennes et étrangères, notamment Homayoun 1re classe et KCMG (Knight Commander of St-Michael and St-George) de la Grande-Bretagne

## Sources
- John Weatherhill, The prophetic light, Tokyo, Inc Publication, 1977
- Calendrier de 50 ans - règne des Pahlavi [« Gahnameh - 50 sal shahinshahi é Pahalavi »], p. 1749